# トーリー党 (イギリス)
トーリー党（トーリーとう、英：Tory Party）は、かつて存在したイギリスの政党。現在の保守党の前身にあたる。チャールズ2世の時代の1678年から1681年にかけての王位継承問題でカトリックであったチャールズ2世の弟ヨーク公ジェームズ（後のジェームズ2世）の即位を認める立場をとった人達をさして「Tory」（アイルランドにおけるイングランド人やプロテスタントを狙った強盗）と言ったのが始まりである。

## 歴史

### 王位継承問題
1660年に清教徒革命後の王政復古を受けて即位したイングランド王チャールズ2世には嫡子がおらず、次のイングランド王にはチャールズ2世の弟、ヨーク公ジェームズが目されていた。しかしジェームズはカトリックであり、プロテスタントのイングランド国教会を国教としているイングランドではカトリックの王を頂くことに対して強い抵抗感があった。この後継問題はイングランド議会においてもジェームズの即位を認めるグループと認めないグループの間で激しい論争となった。ここで反対派が賛成派を指してToryと呼んだのがトーリーの始まりである。論争以前にチャールズ2世の側近であったダンビー伯トマス・オズボーンが議会内部に宮廷党と呼ばれる与党勢力を築いたのが起源で、かつてチャールズ2世の側近で王位継承問題で野党に転じたシャフツベリ伯爵アントニー・アシュリー＝クーパーが結成したグループが後のホイッグ党に転じた。
トーリー党は王権神授説と国教会支持から王権を尊重、ホイッグ党は議会と非国教徒への寛容を重要視していた。こうした背景からトーリー党は王位継承に口を出すことに抵抗を感じ、一方のホイッグ党は議会による王権の制限を目論んでいた。ただ、この時点で両者ともまとまっていたグループとは言えず、複数の派閥で形成されていた。
1678年にほら話から始まった集団ヒステリーのカトリック陰謀事件で無実のカトリック教徒が多数処刑され、カトリックに対する恐怖からジェームズもフランス王ルイ14世との関与を疑われ、シャフツベリ伯ら野党の非難にさらされた。ダンビー伯もフランスとの秘密交渉が発覚して窮地に立たされ、チャールズ2世は弟と側近を守るため翌1679年に議会を解散したが、野党の非難は止まずジェームズはイングランドから出国、ダンビー伯はロンドン塔へ投獄され、シャフツベリ伯らホイッグ党が総選挙に大勝、新たに開かれた議会で与党となったホイッグ党が王位排除法案を提出した。この法律でジェームズの王位継承を阻止、合わせてチャールズ2世の庶子であるモンマス公ジェームズ・スコットを嫡子に格上げさせて次の王とするのが狙いであった。しかし、チャールズ2世は法案を拒絶してまたもや議会を解散、以後も法案提出と解散が繰り返され、最終的に1681年の解散以降チャールズ2世は議会を開かなかった。
チャールズ2世は解散後に反撃に打って出た。ルイ14世から資金援助を受けたことと、自分の資金源である貿易の関税・物品税からの収入が増えたため議会から課税の同意を取り付ける必要がなくなり、開会することなく政権運営が出来た。加えて、ホイッグ党の支持基盤が都市である点に目を付け、都市の権利を認める特許状の剥奪と再交付でトーリー党に転じさせ、地方に準拠する治安判事もトーリー派に交替させることによりトーリー党の勢力拡大に成功、シャフツベリ伯はロンドン塔へ投獄され（同年に釈放）、1682年の地方選挙でトーリー党優勢となり、ジェームズも帰国を許された。同年の武装蜂起未遂でシャフツベリ伯はオランダへ亡命、翌1683年に死去した。ライハウス陰謀事件でホイッグ党の他の指導者層も処刑され没落、モンマスも関与を疑われオランダへ亡命したため、チャールズ2世の政権は安泰となり1685年の死後にジェームズが王位を継承した。
「トーリー（Tory）」はアイルランド語の「toraidhe」から来ており、その意味は「ならず者」や「盗賊」と言う意味である。歴史的にイングランドの支配に対抗して、イングランド人やプロテスタントの定住者を襲っていたという側面を持ち、アイルランドの視点では義賊扱いされることもある。このため、イングランドやプロテスタントの視点から見て、カトリックの王を立てようとする相手を侮蔑してトーリー（すなわち、アイルランドあるいはカトリックの盗賊共の意味になる）と呼んだ。一方即位を認める者達は、即位を認めない者達を指して「Whig」スコットランド語で「謀反人」、「馬泥棒」と言うあだ名を付けた。この呼び方もホイッグ党の始まりになった。なお、この時点でホイッグ、トーリーとも現在のような綱領を採択して党として一致した政策の実現を目指す政党（Party）ではなく、あくまでもジェームズの即位問題にのみ特化されたグループである。

### 名誉革命
トーリーがジェームズの即位を認めたのは、彼らが王党派であったこと以上に、ジェームズにも嫡子がおらず、カトリックの彼が即位したとしても、それはジェームズの1代限りで終わるという諦めが在ったからである。当初ジェームズ2世は現状維持を約束したためトーリー党が過半数の議会は安堵、モンマスの反乱もすぐさま鎮圧され平穏な治世となるはずだった。ところが、カトリックの王ジェームズ2世は反乱後も常備軍を解散せず、カトリック保護政策を打ち出して1687年と翌年の信仰自由宣言で非国教徒とカトリック教徒の保護を宣言、腹心のカトリック教徒を要職に取り立て、兄と同じく地方への選挙工作を行い、既にイングランドでは時代遅れになりつつあった絶対王政的な態度をとり始めた。しかし、これにもトーリー、ホイッグともにジェームズ2世の1代限りと諦めるしかなかったのである。
ところが1688年、ジェームズ2世の王妃メアリーに王子ジェームズが生まれると事態は一変し、ジェームズ2世の後もカトリックの王が即位する可能性が出てきてしまった。ここにジェームズ2世の即位に応じたトーリーも反対派のホイッグと協力してジェームズ2世をイングランドから追い出す画策をはじめる。オランダからジェームズ2世の娘メアリーと夫でジェームズ2世の甥でもあるオランダ総督ウィレム3世を招き寄せメアリー2世、ウィリアム3世として即位させ、ジェームズ2世とその家族は抵抗を諦めてフランスに亡命させられた。これが名誉革命である。
1689年で議会が開かれるとウィリアム3世とメアリー2世の王位が認められた。トーリー党はジェームズ2世に反対していたが、王位尊重の立場からジェームズ2世の後の王位変更にためらっていたが、結局妥協してウィリアム3世・メアリー2世を新国王として認めた。また、ウィリアム3世によって両派から革命の功労者である政治家が要職に取り立てられ、バランスを取った形となった。しかし、大同盟戦争を通じて戦時体制を整える必要が出来ると、この期待に応えたのがホイッグ党の政治家達であり、議会でホイッグ党が逆転して多数派になったこともあり、トーリー党員は政権から排除されジャントーと呼ばれるホイッグ党の幹部が取り立てられ、1694年にホイッグ党政権が出来上がった。終戦後はトーリー党の巻き返しでホイッグ党政権は倒れ、1700年に新たにトーリー党政権が成立した。大同盟戦争を通して戦争に対する方針も出来上がり、ホイッグ党は積極的に大陸政策を支持するようになり、トーリー党は反戦的で海上制覇を重視するようになっていった。

### 二大政党制の確立
1694年にメアリー2世が、1702年にウィリアム3世が死去、メアリー2世の妹アンが即位した。アンは熱心な国教徒でホイッグ党を嫌っていたことから治世中の殆どはトーリー党中心の政権だった。スペイン継承戦争勃発時に大蔵卿として政権の中心に立っていたシドニー・ゴドルフィンは穏健派でアンとの繋がりが深く、友人のマールバラ公ジョン・チャーチルはトーリー党寄りながら大陸政策を支持しており、妻のサラ・ジェニングスがアンの親友だったことから政権は政党よりアンとの個人関係に依る所が大きく、党派色が薄い中道派であった。しかし、議会でホイッグ党が再び多数派となるとゴドルフィンは政権運営と1707年のスコットランド王国との合同及びグレートブリテン王国誕生のためホイッグ党員を閣僚に迎えたが、これがアンとの関係悪化に繋がり、戦争の長期化に伴い和平派のトーリー党が巻き返しただけでなく、和平に傾いたアンがトーリー党を信任するようになると更に孤立、1710年にゴドルフィンは更迭、総選挙でトーリー党が大勝して新政権が樹立した。
ゴドルフィンに代わって1711年に就任したのはトーリー党の指導者であったロバート・ハーレーで、他に有力者のヘンリー・シンジョンが国務大臣となった。ハーレーはホイッグ党の攻撃及びフランスとの和平に動き、同年末にマールバラ公を司令官の座から追放、翌1712年に同盟国を見捨ててまで単独でフランスと休戦を約束、1713年にユトレヒト条約を締結、商業権の利権拡大を盛り込んだことで後の大英帝国成立に繋がった。ハーレーはオックスフォード＝モーティマー伯、シンジョンはボリングブルック子爵に叙任され、この時がトーリー党の絶頂期だった。
だが、トーリー党は早くも内部分裂の兆しを見せていた。オックスフォードとボリングブルックは主導権を巡って争っていて、1711年のケベック遠征でボリングブルックは提案・推進派だったが、オックスフォードは反対していて、オックスフォードが病気になった隙にボリングブルックが決行したという事情があった。ユトレヒト条約についても互いに協力しながら細部で対立していた。また、王位継承問題でアンの後継者は又従兄に当たるハノーファー選帝侯ゲオルク・ルートヴィヒに決まっていたが、党内部には大陸へ亡命したジェームズ2世の同名の息子ジェームズを支持するジャコバイトも含まれていた。オックスフォードは将来を考えて前者を選んでいたが、ボリングブルックは後者で内部分裂は避けられなくなっていった。おまけにゲオルク・ルートヴィヒはマールバラ公と共に大陸で戦っていて、マールバラ公の免職及び単独講和でトーリー党に不信感を抱いていたため、トーリー党の優勢は望めなくなった。
そして1714年、アンが子供の無いまま死去してステュアート朝は断絶、ドイツからゲオルク・ルートヴィヒが迎えられジョージ1世として即位、ハノーヴァー朝が成立した。この新国王ジョージ1世はホイッグ党支持を表明し閣僚にホイッグ党員を起用、1715年の総選挙でホイッグ党は大勝してトーリー党に対する報復人事及び弾劾を決行、晩年のアンの信用を失い大蔵卿を罷免されたオックスフォードをロンドン塔へ投獄、ジャコバイトに走ったボリングブルックらに対し私権剥奪を行い、反乱鎮圧後はトーリー派の治安判事の交代や議会解散を7年後に延ばす法律を可決させて与党として優位を確立した。オックスフォードとボリングブルックはその後釈放・帰国したが、2度と政界へ復帰出来なかった。かくしてトーリー党は野党に転落、ホイッグ党は政権を磐石にしていった。
ジョージ1世の下で大蔵卿に任命されたロバート・ウォルポールの下で議院内閣制が発達する。ウォルポールはホイッグの所属であり、初期の近代的なイギリス議会はホイッグ優勢で進められた。また、トーリーが政党としてのトーリー党と言えるような体裁を整えたのもこの時期である。
トーリー党から初めて首相が選出されたのは1762年の第3代ビュート伯ジョン・ステュアートの時でウォルポールが選出された40年以上後のことである。その後の政権交代はトーリー党、ホイッグ党のいずれかが20年から40年のロングスパンで政権を担当する形になり、現在のように定期的な政権交代と言えるようになるのはトーリー党が初代ウェリントン公アーサー・ウェルズリー、ホイッグ党が第2代グレイ伯チャールズ・グレイを輩出した1830年代になってからである。
しかし、トーリー党とホイッグ党という二大勢力が発達した結果、イギリス議会においては二大政党制が発達したという評価は万人変わらないところであろう。

### トーリー党の政策と用法
トーリー党は大地主層を政権の支持基盤とし、大地主層の利権を保護する政策を取った。つまり保守主義である。大地主層の利権を保証する政策として当時穀物法があった。しかしこれはホイッグ党の支持基盤である自由主義貿易を信仰するブルジョワジーの反対運動によって廃止されてしまった。時の首相はトーリー党のロバート・ピールで、これは政権野党にあっても政権に大きな影響力を与えうるという好例になった。
Toryは現在では「保守主義」（Conservatism）、もしくは「保守主義者」（Conservative）と言う意味ももっている。元々そのような意味は持っていなかったのだが、トーリー党が保守主義をとるためToryにも保守主義という意味が付加されたのである。

### トーリーから保守党へ
トーリー党とホイッグ党が定期的な政権交代を行えるようになった1830年代以降はイギリス議会政治における政界再編期でもあった。都市における工場労働者が選挙権の拡大、秘密選挙、平等選挙の徹底、生活待遇の改善を求めてチャーティスト運動を展開したことは、議会政治の場にも大きな影響をもたらした。トーリー党、ホイッグ党はともに政党としての組織変革を求められるようになった。1830年代、ロバート・ピールの下で党は「保守党」に改められ、新しくスタートすることになった。ただし、現在でも新聞の見出しなどでトーリーと呼ばれることはある。